# غوردون بريدسون
غوردون بريدسون (بالإنجليزية: Gordon Bridson) هو فلاح نيوزيلندي، ولد في 2 ديسمبر 1909 في ويلينغتون في نيوزيلندا، وتوفي في 6 ديسمبر 1972 في كامبريدج في نيوزيلندا.

## روابط خارجية
- غوردون بريدسون على موقع اللجنة الأولمبية النيوزيلندية (الإنجليزية)
- غوردون بريدسون على موقع اتحاد ألعاب الكومنولث (مؤرشف) (الإنجليزية)